# Ottonianum

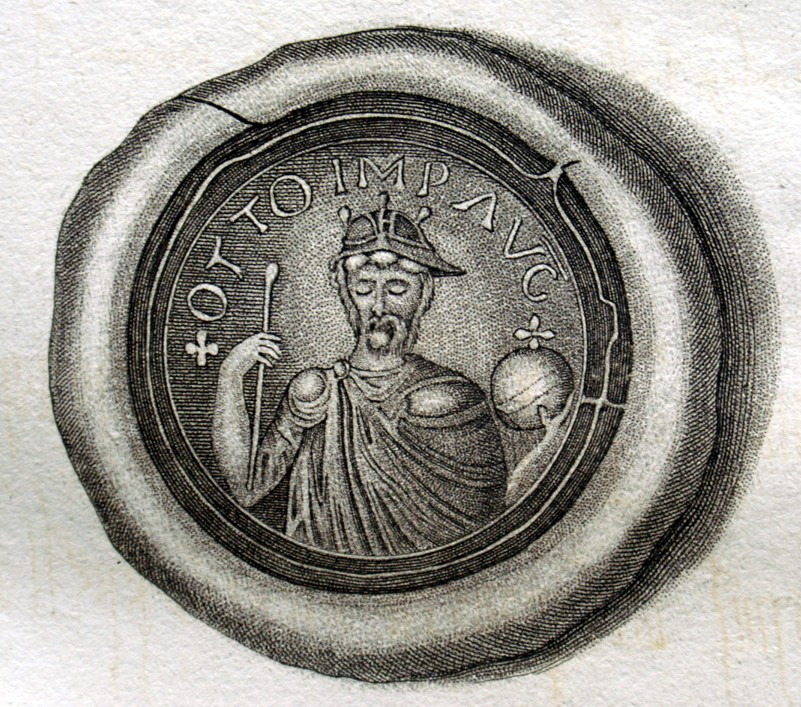
Zegel van Otto I

Het Privilegium Ottonianum is een juridische overeenkomst van 13 februari 962 tussen keizer Otto I de Grote en paus Johannes XII, over het bestuur van grondgebieden die de keizer toebehoorden. In ruil daarvoor bedong de keizer voor zichzelf en zijn erfopvolgers onder andere het recht, zeggenschap te hebben bij benoeming van de pausen
De machtige keizer, die net met zijn leger de Magyaren verslagen had in de Slag bij Lechfeld, liet zijn troepen in 961 opmarcheren richting Rome. Daarna werden er besprekingen gevoerd met het pausdom die tot de overeenkomst voerden. Keizer Otto bevestigde daarbij wat zijn voorgangers Pepijn de Korte en Karel de Grote gedaan hadden, dat de paus als leenheer van de keizer grote stukken grondgebied mocht besturen en er de opbrengsten grotendeels van mocht houden. Otto vergrootte de gebiedsschenking van Lodewijk de Vrome van 817 aanzienlijk. Alle land ten zuiden van een lijn tussen de steden La Spezia en Monselice viel voortaan onder het bestuur van de kerk. Dat was niet minder dan driekwart  van het huidige Italië. Tegenover deze gunst bedong de keizer, dat een paus pas gewijd kon worden tot het hoofd van de kerk en van de kerkelijke staten, als hij een eed van trouw aan de keizer had afgelegd. Op deze manier nam de keizer invloed op de benoemingen van de pausen.
Zoals tevoren echter, betekende deze leen grotendeels meer het hebben van de formele macht maar niet zozeer de feitelijke macht omdat de paus niet dit gehele gebied daadwerkelijk onder controle kreeg. Bovendien eiste Otto er ook nog iets anders voor terug, het herstel van een aantal bepalingen van de Constitutio Romana van 824. Daardoor kreeg een keizerlijk gezant in Rome toezicht over de handhaving van recht en orde in de pauselijke gebieden.
Paus Johannes XII werd vervolgens door de keizer afgezet omdat hij te veel weerstand bood tegen het  keizerlijk gezag.